# Тамбовская мужская гимназия
Тамбовская мужская гимназия — среднее учебное заведение Российской империи, старейшее светское образовательное заведение Тамбовской губернии.

## История
Основанное в 1786 году по инициативе руководителя Тамбовского наместничества Г. Р. Державина народное училище, в 1825 году было преобразовано в Тамбовскую губернскую мужскую гимназию. Первым её руководителем стал директор училищ Тамбовской губернии Н. А. Церетелев.
В 1827 году у коллежского асессора Б. Д. Хвощинского, городской управой для размещения классов гимназии были куплены два дома, выстроенные в начале XVIII века и выходившие фасадами на Дворцовую улицу (ныне — Советская). В 1866 году они были соединены новым построенным корпусом; с этого времени, прилегающая к зданию Пензенская улица получила название Гимназической.
В 1838—1849 годах директором был Захар Иванович Трояновский; в 1850-х гг. — Г. И. Бернгард; в 1860-х гг., до 1868 года — Николай Ефимович Артюхов, затем — Ермолай Васильевич Крупков (с 17.02.1868) и Иосиф Фёдорович Тихий (с 08.12.1873); в 1880-х гг. — Эрнест Матвеевич Полони (1844—1928); с 01.05.1886 — Константин Ильич Удовиченко; в 1915 году — Леонид Иванович Успенский.
В 1856 году в Тамбовской гимназии было 196 учащихся, в их числе: 98 детей потомственных дворян, 66 личных дворян, 13 купцов, 10 мещан. В дальнейшем количество учащихся доходило до шестисот человек. Среди выпускников — многие выдающиеся государственные и общественные деятели, учёные.
Закрыта летом 1918 года, в её здании расположился военный госпиталь. После 1924 года, когда здание перешло в ведение управления народного образования, в ней располагались различные учебные заведения[какие?].

## Выпускники
1844
- Николай Дмитриев (сдал экзамены экстерном)

1849
- Николай Фёдоров

1853
- Фёдор Гааг

1858
- Иван Минаев

1859
- Виктор Богословский

1860
- Сергей Терпигорев
- Роберт Пикок

1866
- Владимир Давыдов

1874
- Николай Кульчицкий

1876
- Александр Введенский (золотая медаль)

1879
- Михаил Асеев

1880
- Степан Жихарев

1891
- Владимир Лебедев

1894
- Владимир Вольский
- Степан Слётов (серебряная медаль)

1896
- Виктор Ряшенцев (архиепископ Пермский Варлаам)
- Александр Ховрин

1899
- Николай Авдеев
- Михаил Сомов (серебряная медаль)

1903
- Фёдор Павлов

1908
- Леонид Рамзин